# Bow Street Runners
Bow Street Runners, den første politistyrke i London, England, blev etableret i 1749 af advokaten, magistraten, dommeren og forfatteren Henry Fielding samme år som han udgav novellen Tom Jones.
Styrken omfattede kun seks betjente ved oprettelsen , som ikke udførte patruljeringer men udbragte stævninger og arresterede kriminelle.
Enheden havde hjemme i samme bygning som magistraten Fielding havde dommerkontor, beliggende i Bow Street nummer 4.
Folkeviddet skabte øgenavnet Bow Street Runners, på grundlag af ovennævnte adresse, dette, selvom betjentene aldrig refererede til sig selv som runners (løbere).
Betjentene var civilklædte indtil 1805 hvor de fik deres første uniformer, som bestod af blå jakke- og bukser, rød vest og sort hat.
Fielding døde i 1754 og hans blinde halvbror, dommeren sir John Fielding overtog hvervet som politichef.
Sir Fielding var skaber af den første officielle politistyrke i London i 1829, hvor man også skiftede domicil til Bow Street 25 – 27.
Bow Street-stationen blev nedlagt i 1993.
Bow Street-gruppen fandt sin afslutning i 1839.